# 福岡市立奈多小学校
福岡市立奈多小学校（ふくおかしりつ なたしょうがっこう）は、福岡県福岡市東区奈多団地にある公立小学校。

## 沿革
- 1981年（昭和56年） - 福岡市立和白小学校より分離開校、児童数779名[1]。

## 通学区域
以下の地域。
- 雁の巣1,2丁目（全丁目）
- 塩浜1丁目38番、3丁目2500番地・2518番地1
- 奈多1丁目5番-21番、2丁目、3丁目
- 大字奈多
- 奈多団地
- 三苫2丁目35番の一部（南側世帯のみ）

海の中道の中央部から東側の一帯が通学区となる。奈多駅の南側にある奈多団地の南端の海沿いに位置する。
中学校は和白中学校の校区となる。

### 校区が隣接する小学校
- 福岡市立和白小学校 - 東隣
- 福岡市立西戸崎小学校 - 西隣
- 福岡市立照葉北小学校 - 南の対岸のアイランドシティ内

### 校区内の主な施設
- 九州旅客鉄道（JR九州）香椎線 - 奈多駅、雁ノ巣駅
- 福岡市雁の巣レクリエーションセンター・野球場

## 校歌
- 作詞：弥常義朗
- 作曲：矢野弘之